# Flogopite
La flogopite o phlogopite, abbreviato col nome di PHL, è un minerale appartenente al gruppo delle miche.

## Abito cristallino
Lamine a contorno esagonale talora di dimensioni enormi (fino a 2 metri) di colore bruno chiaro o giallastro spesso in pacchetti o aggregate in masse fogliacee.

## Origine e giacitura
Nel Campolongo in Svizzera si presenta in splendide laminette nella dolomia saccaroide. Si trova anche nei marmi di Pargas (Finlandia) e in Svezia. Si rinviene in cristalli enormi nelle pegmatiti dell’Ontario in Canada. È comune anche in Madagascar e in Sri Lanka dove i cristalli presentano accenni di asterismo dovuto a fini inclusioni di rutilo. In Italia è stata trovata nella dolomia cristallina di Crevoladossola (VCO), nelle serpentine della Val Malenco (Sondrio) e in molte cave di marmo. Si rinviene anche nei proietti del Monte Somma.

## Forma in cui si presenta in natura
In rocce metamorfiche di grado medio-alto ricche di magnesio (dolomite cristalline, oliviniti e serpentine). Comune nelle kimberliti, in lamine molto grandi, in calcari di contatto e in pegmatiti.